# Charles-Marie Widor

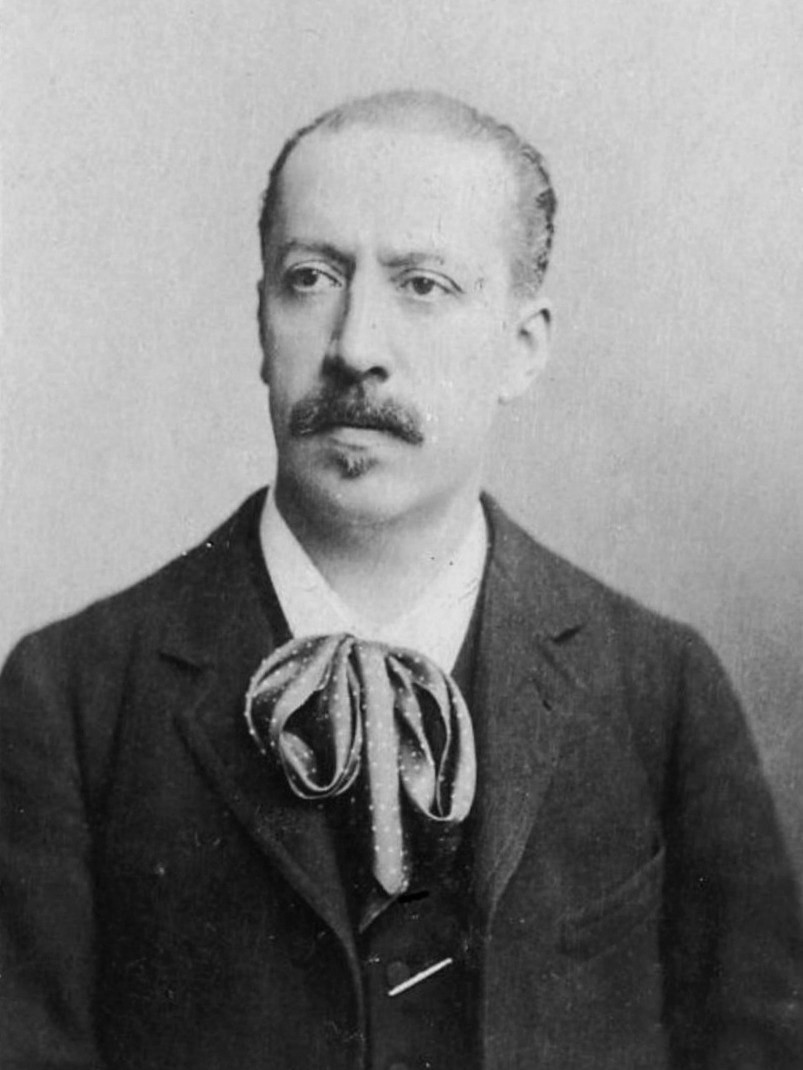
Charles-Marie Widor (um 1900)

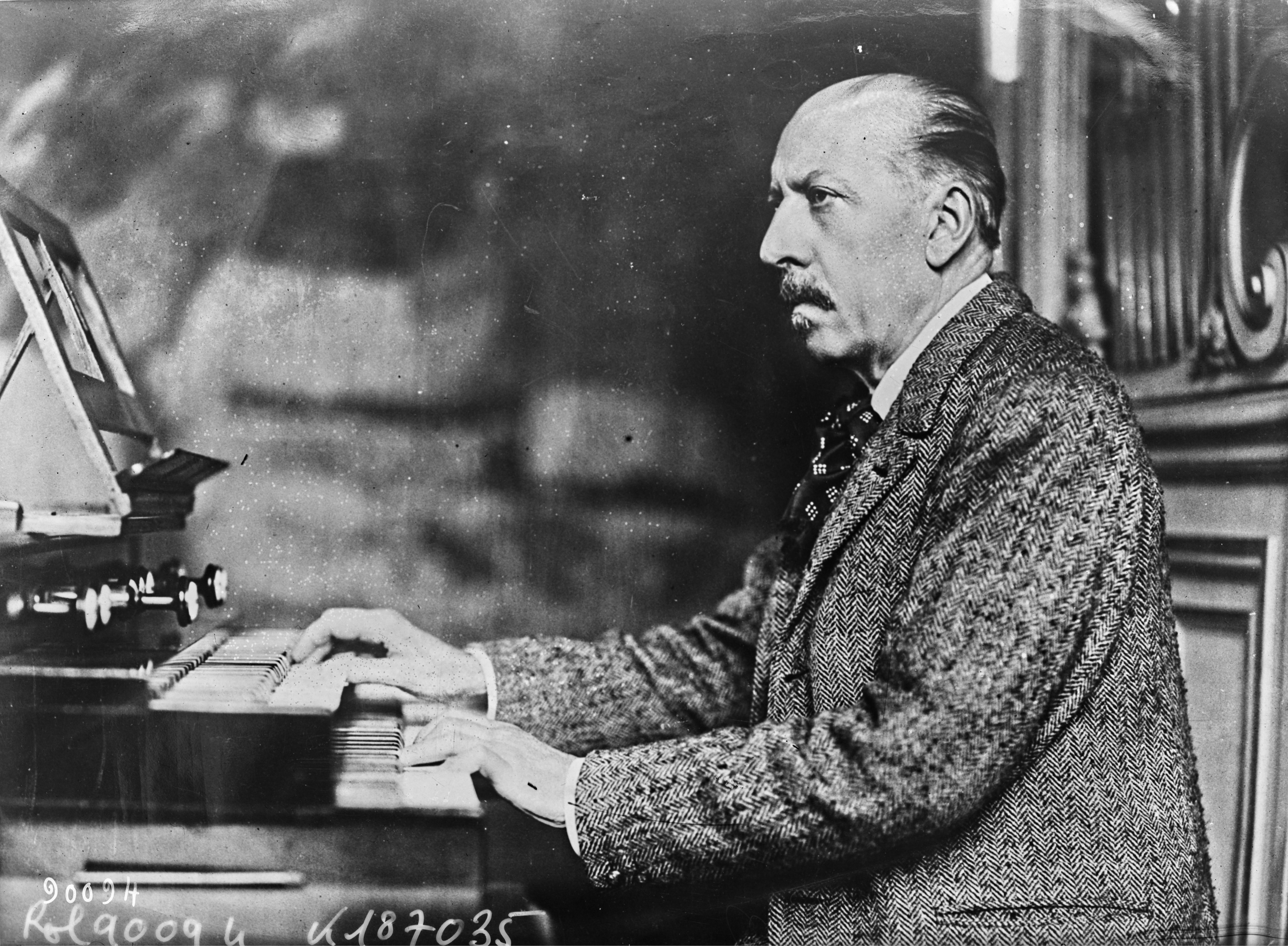
Charles-Marie Widor an der Chororgel von St. Sulpice (1924)

Charles-Marie Jean Albert Widor (* 21. Februar 1844 in Lyon; † 12. März 1937 in Paris) war ein französischer Organist, Komponist und Musikpädagoge. Sein bekanntestes Werk ist die Toccata aus der 5. Orgelsinfonie.

## Leben

### Familie
Charles-Marie Widors Urgroßvater, der Steinmetz Jean Widor († 1777), wohnte in der Schweiz, er stammte ursprünglich aber höchstwahrscheinlich aus Ungarn. Sein gleichnamiger Sohn Jean Widor (1775–1854) verließ die Schweiz und zog ins Elsass, wo er in den Dienst der Orgelbauwerkstatt Callinet trat. Sein Sohn François-Charles Widor (1811–1899) wurde zwar ebenfalls in das Orgelbauhandwerk eingeführt, erhielt aber vor allem eine Ausbildung als Organist, Pianist und Komponist. Er ließ sich 1838 in Lyon nieder, wo er als Organist, Pianist, Komponist und Musiklehrer tätig war und einen hervorragenden musikalischen Ruf erwarb, der bis nach Paris reichte. In überlieferten Pressezeugnissen wird seine brillante Improvisationsfähigkeit gelobt.
François-Charles Widor heiratete Françoise-Elisabeth Peiron – eine Nachfahrin der Erfinderfamilien Montgolfier und Seguin. Dieser Ehe entstammte Charles-Marie Widor.

### Jugend und Aufstieg in Lyon (1844–1870)

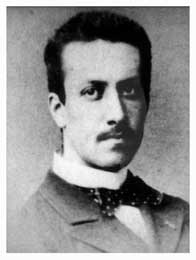
Widor in jungen Jahren

Widor wurde also in eine musikalisch renommierte Familie hineingeboren und erhielt von seinem Vater den ersten Orgelunterricht. Während seiner Schulzeit am humanistischen Collège des Jésuites in Lyon zeigte sich seine außergewöhnliche musikalische Begabung, besonders im Orgelspiel, so dass er mit elf Jahren Organist der Kapelle des Collège wurde und seinen Vater an der Kirche Saint-François vertreten konnte. Neben seinen musikalischen Neigungen interessierte er sich auch für klassische Sprachen und Malerei. Der berühmte Orgelbauer Aristide Cavaillé-Coll war mit der Familie Widor seit vielen Jahren befreundet, als er das musikalische Talent Charles-Marie Widors erkannte und den 14-Jährigen dem renommierten Organisten Jacques-Nicolas Lemmens in Brüssel empfahl – ein Vorschlag, auf den Widor dann auch einging. Nachdem er die Gymnasialzeit beendet hatte, reiste er Anfang 1863 nach Brüssel ab, wo er einige Zeit von Lemmens intensiv im Orgelspiel sowie von François-Joseph Fétis in Kontrapunkt, Fuge und Komposition unterrichtet wurde. Aus dieser Zeit stammen wohl auch die ersten Kompositionen Widors, die später zum Teil Eingang in die Orgelsinfonien gefunden haben. Nach seiner Rückkehr nach Lyon förderte Cavaillé-Coll den jungen Widor weiter, unter anderem dadurch, dass er in seiner Orgelbauwerkstatt in Paris vierzehntäglich Konzerte veranstaltete, bei denen sich Widor als Komponist und Organist präsentieren konnte. Durch seine häufigen Aufenthalte in Paris kam er mit bedeutenden Persönlichkeiten der französischen und europäischen Musikkultur in Berührung: z. B. Camille Saint-Saëns, César Franck, Giacomo Meyerbeer, Gioachino Rossini und Charles Gounod. Danach verbreitete sich Widors Ruf als Orgel- und Klaviervirtuose sowie als Komponist. Konzertreisen brachten ihn auch ins Ausland, so spielte er 1865 im Rahmen der ersten internationalen Ausstellung in Porto (Portugal), woraufhin ihm der portugiesische Ordem de Cristo verliehen wurde. Nach Widors Aussagen entstand im Rahmen dieser Ausstellung in Porto seine erste Komposition für Orchester: ein Auftragswerk für den Abschluss der Ausstellung. Widor legte hierfür eine Ouvertüre für Orgel und Orchester (offensichtlich die Grande Phantasia) vor, die gut aufgenommen wurde, vom Komponisten einige Jahre später allerdings vernichtet worden ist. 1867 wurde in Lyon ein Konzert für Klavier und Orchester von ihm aufgeführt, wobei er selbst als Solist mitwirkte. Dieses Konzert hatte er anscheinend schon als Jugendlicher komponiert, doch auch dieses Werk ist von ihm vernichtet worden. Lediglich der langsame Satz des Konzerts ist als Transkription für Orgel in die vierte Orgelsinfonie eingegangen. Kompositionen aus dieser frühen Periode sind heute kaum aufzufinden. Entweder hat Widor sie nachträglich vernichtet, oder sie sind verschollen. Das früheste heute zu identifizierende Opus von Widor ist das Klavierwerk Variations sur un thème original op. 1 für Klavier aus dem Jahre 1867, ein Variationszyklus über ein gleichbleibendes Harmonieschema, der bereits Widors melodische und kontrapunktische Begabung zeigt und seine Auseinandersetzung mit Bachs Goldberg-Variationen vermuten lässt.

### Der Weg zur Meisterschaft in Paris (1870–1900)

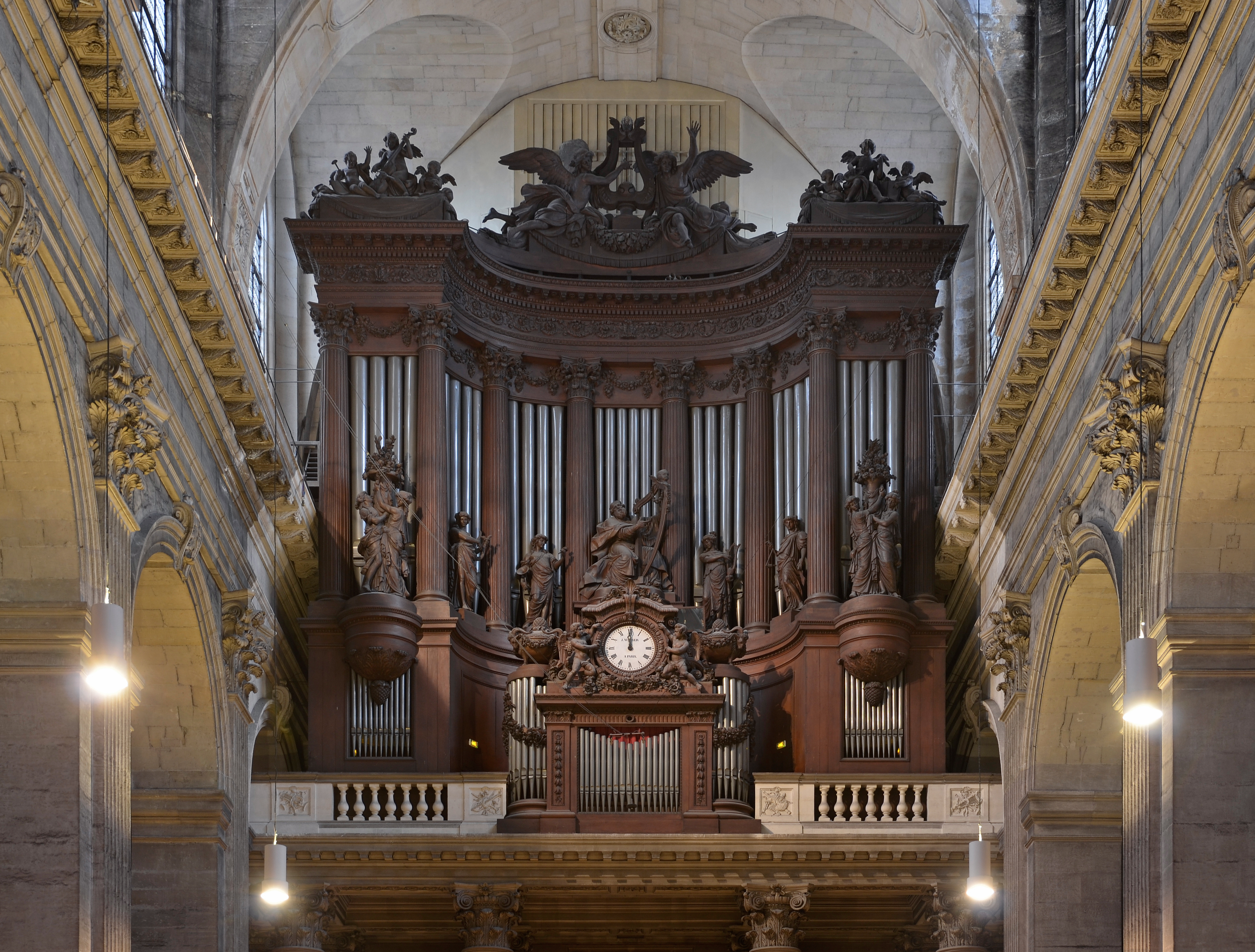
Das Meisterwerk von Aristide Cavaillé-Coll in der Kirche St-Sulpice de Paris. Widor war dort 64 Jahre lang Titularorganist.

Drei große Ereignisse bestimmten Widors Leben um 1870: der Umzug von Lyon nach Paris (Ende der 1860er Jahre), seine Ernennung zum Titular-Organisten von Saint-Sulpice im Januar 1870 und der Deutsch-Französische Krieg 1870/71. Die Position als Titularorganist, die er zunächst nur vorläufig besetzte, hatte er schließlich 64 Jahre lang inne. Die Cavaillé-Coll-Orgel (1862) in Saint-Sulpice bot Möglichkeiten für einen orchestralen Klangreichtum, der Widor zu seinen Orgelsinfonien inspirierte. Angepasst an den sinfonischen Klang der Orgel entstand bis 1872 die erste Reihe der Symphonies pour orgue (Nr. 1 bis 4) als op. 13. Eine weitere Serie von vier Orgelsinfonien (Nr. 5 bis 8) publizierte Widor 1887 als op. 42. Die letzten beiden Orgelsinfonien sind nachträglich entstanden: Symphonie Gothique op. 70 (1894) und Symphonie Romane op. 73 (1899).
Zwischen 1873 und 1880 ist eine Vielzahl Kompositionen für Orchester und kammermusikalische Besetzungen, Orgelwerke und geistliche Werke entstanden: die erste Sinfonie für Orchester op. 16 (1873), das Klavierkonzert Nr. 1 op. 39 (1876), ein Violinkonzert (1877) und das Violoncellokonzert op. 41 (1878). Widor ergriff jede Gelegenheit, dem Publikum eigene Werke zu präsentieren, wobei er vorzugsweise selbst als Organist, Pianist oder Dirigent mitwirkte. Als Franz Liszt 1878 in Paris war, erhielt Widor die Möglichkeit, ihn ausgiebig spielen zu hören und dabei wichtige Werke der deutschen Klavierliteratur kennenzulernen. Dass Widor der Musiksprache Liszts und der Neudeutschen nicht abgeneigt war, zeigt das 1880 komponierte sinfonische Gedicht nach Goethes Faust: La Nuit de Walpurgis op. 60. Dieses offensichtlich sehr kühne Werk zog die Entrüstung der Pariser Kritik nach sich, und auch eine weitere Aufführung nach gründlicher Umarbeitung in London 1888 brachte keine nennenswerte Verbesserung in der Gunst der Kritik – erst bei einer weiteren Pariser Aufführung 1907 war die Zustimmung größer.
Um 1880 – der 36-jährige Komponist war inzwischen ein angesehener Musiker geworden – begann auch Widors Tätigkeit als Musikkritiker und Essayist (zunächst unter dem Pseudonym Auldétès als Musikkritiker in der Zeitschrift Estaffette, ab 1891 dann als Herausgeber der Zeitschrift Le Piano Soleil), wodurch eine ganze Reihe seiner Gedanken zur Musik überliefert sind. Großen Erfolg hatte Widor als Dirigent von La Concordia und La Concordia instrumentale, einer Pariser Laienchorgesellschaft inklusive Orchester, die Widor mitbegründet hatte und mit der er die großen klassischen und modernen Oratorien zur Aufführung brachte – vor allem auch Bachs Kantaten und Oratorien, womit er einen wichtigen Beitrag zur Rezeption von Bachs Musik in Paris geleistet hat. „Entscheidend für die öffentliche Anerkennung des Meisters war die Pariser Aufführung der Matthäuspassion durch die Concordia unter Widors Leitung 1885.“ Für dieses Ensemble entstand Widors Chant séculaire (op. 49, 1881) für Sopran, Chor und Orchester.
In den folgenden Jahren widmete er sich vermehrt den Theaterkompositionen, womit Widor ebenfalls erfolgreich war. Das 1880 fertiggestellte Ballett La Korrigane z. B. wurde einer der größten Erfolge Widors. Zu seinen Bühnenwerken, die zu großer Popularität gelangten, zählt weiterhin die Ballett-Pantomime auf Jeanne d’Arc, wozu er 1890 den Auftrag erhielt und die mit einer kolossalen Inszenierung aufgeführt wurde. Daneben entstanden außerdem weitere Instrumentalwerke wie die zweite Sinfonie A-Dur op. 54 für Orchester (1882).
Das letzte Jahrzehnt brachte für Widor eine Zeit großer Ehrungen, kompositorischer Erfolge und Vorrechte. In London dirigierte er 1890 seine bereits am 23. Februar 1889 in den Colonne-Konzerten in Paris uraufgeführte Fantaisie für Klavier und Orchester op. 62. Außerdem entstanden 1893 die fünfsätzige Suite pittoresque für Orchester und die Dritte Sinfonie op. 69 für Orgel und Orchester. Mit der Gründung der Concerts de l’école moderne 1893, eines Vereins, der sich um die Aufführung neuer Kompositionen bemühte, zeigte er Einsatz für die zeitgenössische Musik. In seiner Tätigkeit als Pädagoge gab es in den 1890er-Jahren gleich zwei Meilensteine: Am 1. Dezember 1890 löste er César Franck als Orgel-Professor am Pariser Konservatorium ab, wobei Widor den Unterricht grundlegend umgestaltete, und am 1. Oktober 1896 erhielt er die Leitung der Kompositionsklasse des Konservatoriums. Zu seinen Studenten zählten bekannte Komponisten und Organisten wie Nadia Boulanger, Louis Vierne, Arthur Honegger, Charles Tournemire, Hans Klotz, Darius Milhaud, Marcel Dupré, Edgar Varèse und Albert Schweitzer. Allerdings ist zu konstatieren, dass er weder als Komponist noch als Lehrer im engeren Sinne stil- oder gar schulbildend wirkte, wie er es als Orgellehrer getan hat. Widor gilt daher als Begründer der „französischen Orgelschule“.

### Reife und Ausklang (1900–1937)
Die letzte Phase in Widors Leben ist von abnehmender Produktivität im kompositorischen Bereich und einer Verlagerung der Aktivitäten in den Musik- und Kulturbetrieb geprägt. An Orchesterkompositionen der letzten Jahrzehnte sind zu erwähnen: Choral et Variations für Harfe und Orchester op. 74 (1900), Klavierkonzert Nr. 2 op. 77 (1905), Sinfonia Sacra für Orgel und Orchester op. 81 und Symphonie Antique für Soli, Chor, Orchester und Orgel (1911). Die Uraufführung der Oper Les Pêcheurs de Saint-Jean im Jahre 1905, an der er mindestens zehn Jahre gearbeitet hatte, wurde nicht nur in Frankreich ein großer Erfolg, sondern auch in Deutschland – Widor selbst dirigierte einige Vorstellungen in Frankfurt am Main.
Dass er ein guter Instrumentator war, belegen nicht nur seine Werke, sondern auch seine 1904 veröffentlichte Revision des Traité d’ instrumentation von Hector Berlioz unter dem Titel Technique de l’Orchestre moderne – ein Handbuch, das selbst für große Komponisten wie Ravel zum Standard wurde.
Nach dem Ersten Weltkrieg wurden Widors Auftritte immer seltener. Ihm wurde mehr und mehr eine konservative Haltung vorgeworfen, denn seine Musiksprache ist der spätromantischen Tradition des 19. Jahrhunderts verpflichtet. Sie war zu Beginn des 20. Jahrhunderts bereits nicht mehr zeitgemäß und wurde von der Kritik auch so empfunden. Widor wurde zum Grand Seigneur der französischen Musik, zu einer lebenden Legende. Die Liste der Ehrungen, die Widor in seinem Leben erhielt, ist lang. 1892 ernannte die französische Légion d’honneur Widor zum Chevalier, später zum Officier (1922), Commandeur (1929) und Grand Officier (1933). Außerdem wurde er Mitglied der königlichen Akademie der Schönen Künste in Berlin (1907), Mitglied der Königlichen Akademie der Wissenschaften und Schönen Künste von Belgien, Mitglied der Schwedischen königlichen Musikakademie (1910, zusammen mit d’Indy und Debussy), Mitglied der Académie des Beaux-Arts, Mitglied der Académie des Beaux-Arts und seit 1917 administrateur (Sekretär) der Académie des Beaux-Arts.
1920 heiratete der 76-jährige Widor die 36-jährige Mathilde de Montesquiou-Fezensac und zog sich weiter ins Privatleben zurück. Mit den Trois Nouvelles Pièces op. 87 verabschiedete er sich 1934 als Komponist, und im gleichen Jahr fand auch sein Abschiedskonzert in Saint-Sulpice statt: Der hochbetagte Meister dirigierte zum letzten Mal – und zwar seine dritte Sinfonie für Orgel und Orchester mit dem Orchestre de la Société des Concerts du Conservatoire und Marcel Dupré als Organist. Beim zweiten Abschiedskonzert zu seinen Ehren einige Wochen später, wo seine beiden Klavierkonzerte und seine Fantasie für Klavier und Orchester aufgeführt wurden, wirkte er nicht mehr selbst mit. Danach zog sich Widor aus dem öffentlichen Leben zurück und verstarb am 12. März 1937 mit 93 Jahren. Obwohl er kein Geistlicher war, wurde ihm die Ehre zuteil, in der Krypta von Saint-Sulpice bestattet zu werden.
Ein von seinem Schüler Albert Schweitzer überlieferter Ausspruch Widors zeigt Widors Einstellung zum Instrument Orgel: „Orgelspielen heißt, einen mit dem Schauen der Ewigkeit erfüllten Willen offenbaren.“
Und ganz allgemein äußerte Widor die Worte: „Es ist das Gefühl des Erhabenen und Unendlichen, für das Worte immer ein inadäquater Ausdruck bleiben und das allein in der Kunst zur wahren Darstellung gelangt.“
Der Asteroid (6829) Charmawidor ist nach ihm benannt.

## Kompositionen
Zu seinen Kompositionen gehören zahlreiche Orgelwerke, darunter zehn Orgelsinfonien, eine musikalische Gattung, die er geschaffen hat. Außerdem schrieb er Messen (u. a. die Messe op. 36 für zwei Chöre und zwei Orgeln, angepasst an die Aufführungsmöglichkeiten in Saint-Sulpice) und zahlreiche Werke anderer Gattungen (Opern, Ballette, Vokalmusik, Kammermusik und Orchestermusik). Jedoch werden nur seine Orgelwerke heute noch regelmäßig gespielt. Widors Orgelsinfonien gehören in Deutschland inzwischen zum festen Konzertrepertoire. Die Verbreitung der widorschen Orgelwerke hat maßgeblich dazu beigetragen, dass auch in Deutschland zunehmend neue Orgeln im französisch-romantisch-sinfonischen Stil gebaut werden.

### Orgelsinfonien
Seine zehn Orgelsinfonien, komponiert im letzten Drittel des 19. Jahrhunderts, übertragen die Form und die Klanglichkeit der Orchestersinfonie auf die Orgel. Dabei geht es Widor mit dieser Namensgebung nicht in erster Linie um eine Imitation des romantischen Orchesters, sondern um die Etablierung der Orgel als ein ihm ebenbürtiger Klangkörper.
Voraussetzung dafür waren die orgelbaulichen Neuerungen Aristide Cavaillé-Colls (1811–1899), der mit seinen an einer „sinfonischen“ Klangästhetik orientierten Instrumenten die Komponisten seiner Zeit zu entsprechenden Werken inspirierte.
Cavaillé-Coll war auch maßgeblich an Widors Karriere beteiligt, indem er ihn mit 19 Jahren zum Studium nach Brüssel zu Joseph Fétis (1784–1871) und Jacques-Nicolas Lemmens (1823–1881) schickte und ihn 1870 zum Organisten der Pariser Kirche Saint-Sulpice machte, deren Orgel er 1862 als sein Opus maximum erbaute.
Die in der Folgezeit entstehende Orgelmusik Widors nutzt diese Voraussetzungen auf ideale Weise: Seine Ausbildung erlaubt es ihm, die technischen Grenzen des hauptsächlich am Klavier orientierten zeitgenössischen Orgelspiels zu erweitern und eine orgelgemäße, virtuose Spieltechnik einzuführen, die die Möglichkeiten des Instruments optimal zur Geltung bringt. Gleichzeitig hat er in den beeindruckenden klanglichen Ressourcen der größten Orgel Frankreichs eine nicht hoch genug einzuschätzende Inspirationsquelle.
So verwundert es nicht, dass die ersten vier Sinfonien Widors (op. 13/1-4) Cavaillé-Coll gewidmet sind. Sie erscheinen 1872 und kombinieren klassizistische Préludes und Fugues mit romantischen Charakterstücken (Andante cantabile, Adagio) sowie pompösen Marches und Finals.
In den Sinfonien op. 42 (erschienen 1879/1887) zeigt Widor sich auf dem Höhepunkt seiner kompositorischen Meisterschaft. Er demonstriert seine meisterhafte Beherrschung des Instruments durch großartige Klangwirkungen und raffinierte Satztechniken, die Beherrschung der großen Form in Sätzen von monumentalen Ausmaßen. Hiervon ist die fünfte wegen der Schlusstoccata wohl die bekannteste. Gipfel dieser Entwicklung ist die monumentale Sinfonie Nr. 8 mit einer Dauer von einer Stunde.
Einen neuen Weg schlägt der reife Widor schließlich mit der Symphonie gothique op. 70 (1894) und der Symphonie romane op. 73 (1899) ein, die stilistisch bereits auf seinen Schüler Tournemire verweisen.
Sie sind gekennzeichnet durch einen eher gedämpften, spirituellen Charakter sowie einen freieren, deklamatorischen Stil unter Verwendung gregorianischer Themen. Diese bestimmen nicht nur den Charakter einzelner Sätze, sondern umspannen – ähnlich Leitmotiven – das Gesamtgefüge des jeweiligen Werkes.

### Sonstige Orgelwerke
Ebenfalls gregorianische Themen verarbeitet Widors Spätwerk, die Suite latine op. 86, veröffentlicht mehr als 27 Jahre nach der Romane. Obwohl mit ihren sechs Sätzen den Sinfonien vergleichbar, scheint ihr Komponist die zehn Sinfonien als geschlossene Einheit zu betrachten und nennt sie Suite.
Mit den Trois nouvelles pièces op. 87 (1934) schreibt der 90-jährige Widor im Jahr seines Abschieds von Saint-Sulpice seine letzte Komposition überhaupt: drei schlichte, kurze Stücke mit den suggestiven Titeln Classique d’hier, Mystique und Classique d’aujourd’hui.

### Chorwerke
Widors einzige Messe Opus 36 ist um 1878 entstanden und in der ursprünglichen Fassung für zwei Chöre und zwei Orgeln (Saint-Sulpice hat neben der großen Hauptorgel eine Chororgel mit 22 Registern) geschrieben. Es existieren jedoch wegen der Schwierigkeiten bei der Besetzung mehrere Bearbeitungen für einen Chor und eine Orgel.

### Werkverzeichnis
| Opus  | Jahr      | Stück | Besetzung                                    | Anmerkungen |
| ----- | --------- | --- | -------------------------------------------- | --- |
| 1     | 1867      | Variations sur un thème original | Klavier                                      | |
| 2     | 1867      | Pages intimes 1. Nocturne 2. Valse 3. Rêverie 4. Sicilienne 5. Mazurka 6. Scherzettino | Klavier                                      | |
| 3     | 1867      | 6 Duos 1. Canzona Es-Dur 2. Allegro cantabile b-Moll 3. Nocturne Es-Dur 4. Allegro vivace D-Dur 5. Sérénade G-Dur 6. Variations B-Dur | Klavier und Harmonium                        | |
| 4     | 1868      | Airs de ballet | Klavier                                      | |
| 7     | 1868      | Quintette pour piano et cordes N°1 d-Moll | Streichquartett und Klavier                  | |
| 9     | 1868      | Caprice | Klavier                                      | |
| 10    | 1870      | Sérénade B-Dur | Flöte, Violine, Cello, Klavier und Harmonium | |
| 12    | 1871      | Impromptu | Klavier                                      | |
| 13/1  | 1872      | Symphonie pour Orgue N°1 c-Moll 1. Prélude 2. Allegretto 3. Adagio 4. Intermezzo 5. Marche pontificale 6. Méditation 7. Finale | Orgel                                        | |
| 13/2  | 1872      | Symphonie pour Orgue N°2 D-Dur 1. Præludium cirqulare 2. Pastorale 3. Andante 4. Scherzo 5. Adagio 6. Finale | Orgel                                        | |
| 13/3  | 1872      | Symphonie pour Orgue N°3 e-Moll 1. Prélude 2. Minuetto 3. Marcia 4. Adagio 5. Final | Orgel                                        | |
| 13/3  | 1872      | Symphonie pour Orgue N°4 f-Moll 1. Toccata 2. Fugue 3. Andante cantabile (Dolce) 4. Scherzo 5. Adagio 6. Finale | Orgel                                        | |
| 15    | 1872      | 6 Morceaux de salon | Klavier                                      | |
| 16    | 1873      | Symphonie pour Orchestre N°1 F-Dur 1. Allegro con moto 2. Andante 3. Scherzo 4. Finale | Orchester                                    | |
| 17    | 1874      | Prélude, Andante et Finale | Klavier                                      | |
| 19    | 1874      | Trio pour Piano 1. Allegro 2. Andante con moto quasi moderato 3. Scherzo - Vivace 4. Presto | Klavier                                      | |
| 20    | 1875      | Scènes de bal | Klavier                                      | |
| 21    | 1875      | 3 Pièces | Violoncello und Klavier                      | |
| 26    | 1877      | 6 Valses caractéristiques | Klavier                                      | |
| 26    | 1877      | Variations sur un thème original | Klavier                                      | Überarbeitung des Opus 1. |
| 31    | 1877      | 12 Feuillets d’album 1. Lilas 2. Papillons bleus 3. Chanson matinale 4. Drame 5. Nuit sereine 6. Valse lente 7. Solitude 8. Bruits d'aîles 9. Pensée 10. Ciel gris 11. Marche américaine 12. Myosotis                                                                                         | Klavier                                      | |
| 33    | 1879      | 3 Valses | Violine und Klavier                          | |
| 34    | 1877      | Suite 1. Moderato 2. Scherzo 3. Romance 4. Final | Flöte und Klavier                            | |
| 36    | 1885/1890 | Messe fis-Moll 1. Kyrie 2. Gloria 3. Sanctus 4. Benedictus 5. Agnus Dei | 2 Chöre und 2 Orgeln                         | Einzige Vertonung des Messordinariums von Widor. |
| 39    | 1876      | Concerto N°1 | Klavier und Orchester                        | [ 6 ] |
|       | 1877      | Concerto für Violine und Orchester | Violine und Orchester                        | |
| 41    | 1878      | Concerto für Violoncello und Orchester | Violine und Orchester                        | |
| 42/1  | 1879      | Symphonie pour Orgue N°5 f-Moll 1. Allegro vivace 2. Allegro cantabile 3. Andantino quasi allegretto 4. Adagio 5. Toccata | Orgel                                        | Die Toccata der 5. Symphonie zählt zu den bekanntesten Orgelwerken. |
| 42/2  | 1878      | Symphonie pour Orgue N°6 g-Moll 1. Allegro 2. Adagio 3. Intermezzo 4. Cantabile 5. Final | Orgel                                        | |
| 42/2b | 1881      | Symphonie pour Orgue et Orchestre g-Moll | Orgel und Orchester                          | Transkription der 6. Orgelsymphonie für Orgel und Orchester |
| 42/3  | 1885      | Symphonie pour Orgue N°7 a-Moll 1. Moderato 2. Choral 3. Andante 4. Allegro ma non troppo 5. Lento 6. Finale | Orgel                                        | |
| 42/4  | 1885      | Symphonie pour Orgue N°8 H-Dur 1. Allegro risoluto 2. Moderato cantabile 3. Allegro 4. Prélude 5. Variations 6. Adagio 7. Finale | Orgel                                        | |
| 44    | 1880      | Dans les bois | Klavier                                      | |
| 46    | 1879      | Romance E-Dur | Violine und Klavier                          | |
| 48    | 1879      | Pages intimes | Klavier                                      | |
| 50    | 1881      | Sonate pour Violon N°1 c-Moll 1. Allegro con fuoco 2. Andante 3. Allegro vivace | Violine und Klavier                          | |
| 51    | 1881      | Suite polonaise 1. Polonaise 2. Scherzo 3. Romance 4. Chanson polulaire 5. Final | Klavier                                      | |
| 52    | 1908      | Soirs d'Alsace 1. En route! 2. Ciel d'orage 3. Le calme renaît 4. Promenade sentimentale | Violine, Violoncello und Klavier             | |
|       | 1881      | Suite d’Orchestre „La Korrigane“ 1. Prélude - Alla marcia 2. Tempo di Mazurka 3. Adagio 4. Scherzando 5. Valse lente 6. Finale | Orchester                                    | |
| 54    | 1882      | Symphonie pour Orchestre N°2 A-Dur 1. Allegro vivace 2. Moderato 3. Andante con moto 4. Vivace | Orchester                                    | |
| 56    | 1886      | Suite d’Orchestre „Maître Ambros“ | Soli, Chor und Orchester                     | Lyrisches Drama in 5 Akten. |
| 57    | 1887      | Cavatine | Violine und Klavier                          | |
| 58    | 1887      | Suite 1. Moderato assai 2. Scherzo 3. Recordare 4. Final | Klavier                                      | |
| 60    | 1880/1888 | La nuit de Walpurgis | Orchester                                    | |
|       | 1888      | Gaillarde e-Moll | Klavier                                      | |
| 61    | 1889      | Carneval, douze pièces pour piano 1. Timbales et trompettes 2. Flirt 3. Bas masqué 4. Rosita 5. Entrée Turque 6. Zanetto 7. Viennoise 8. Entrée Polonaise 9. Hongoise 10. Bohémienne 11. Francesca 12. Final                                                                                  | Klavier                                      | |
| 62    | 1889      | Fantaisie | Klavier und Orchester                        | |
| 64    | 1885/1890 | Suite d’Orchestre „Conte d’Avril“ 1. Ouverture 2. Sérénade illyrienne 3. Adagio 4. Presto 5. Guitare 6. Appassionato 7. Romance 8. Marche nuptiale | Orchester                                    | |
|       | 1890      | Non Credo fis-Moll | Gesang und Klavier                           | |
|       | 1890/1869 | 4 Pièces pour Violon, Violoncelle et Piano | Violine, Violoncello und Klavier             | |
| 66    | 1891      | Quartette pour piano et cordes a-Moll | Streichtrio und Klavier                      | |
|       | 1893      | Ouverture espagnole (Suite pittoresque) | Orchester                                    | |
| 68    | 1894      | Quintette pour piano et cordes N°2 D-Dur | Streichquartett und Klavier                  | |
| 69    | 1883/1894 | Symphonie pour Orchestre N°3 e-Moll 1. Introduction 2. Allegro 3. Andante 4. Scherzo 5. Final | Orgel und Orchester                          | |
| 70    | 1895      | Symphonie pour Orgue N°9 ('Gothique') c-Moll 1. Moderato 2. Andante sostenuto 3. Allegro 4. Moderato | Orgel                                        | Die Symphonie Gothique verarbeitet das Thema des weihnachtlichen gregorianischen Hymnus „Puer natus est“ und wurde von Widor für die Cavaillé-Coll-Orgel in der (gotischen) Abteikirche Saint-Ouen in Rouen komponiert. |
| 71    | 1894      | 5 Valses | Klavier                                      | |
|       | 1896      | Pièce en style ancien | Klavier                                      | |
| 72    | 1898      | Introduction et Rondo B-Dur | Klarinette und Klavier                       | |
| 73    | 1900      | Symphonie pour Orgue N°10 ('Romane') D-Dur 1. Moderato 2. Choral 3. Cantilène 4. Final | Orgel                                        | Die Symphonie Romane verarbeitet das Thema des österlichen gregorianischen Hymnus „Haec dies“ und wurde von Widor für die Cavaillé-Coll-Orgel in der (romanischen) Kirche Saint-Sernin in Toulouse komponiert.          |
| 74    | 1900      | Choral et Variations | Harfe und Orchester                          | |
|       | 1900      | Cantabile As-Dur | Klavier                                      | |
|       | 1902      | Chansons de mer 1. La mer 2. a mi-voix 3. Sérénade Italienne 4. Encore un soir qui tombe 5. La petite couleuvre bleue 6. A l'aube 7. Ce monde meilleur 8. Rosa, la rose 9. Seul dans la nuit 10. Les nuages 11. Douleur précoce 12. Le ciel d'hiver 13. Les yeux et la voix 14. Repos éternel | Gesang und Klavier                           | |
|       | 1904      | Les pêcheurs de Saint-Jean | Soli, Chor und Orchester                     | |
| 77    | 1905      | Concerto N°2 | Klavier und Orchester                        | [ 6 ] |
| 78    | 1905      | Suite Écossaise | Klavier                                      | |
|       | 1905      | Nuit mystérieuse e-Moll | Gesang und Klavier                           | |
| 79    | 1907      | Sonate pour Violon N°2 d-Moll 1. Allegro 2. Andante - Più lento espressivo 3. Moderato - Tempo giusto | Violine und Klavier                          | |
| 80    | 1907      | Sonate pour Violoncelle A-Dur 1. Allegro moderato 2. Andante con moto 3. Allegro vivace | Violoncello und Klavier                      | |
| 81    | 1908      | Sinfonia Sacra 1. Adagio - L'istesso tempo - Tempo I 2. Adagio - Tempo I - Moderato 3. Andante con moto 4. Allegro moderato 5. Tempo I ma un poco agitato | Orgel und Orchester                          | |
|       | 1909      | 3 Pièces pour Hautbois et Piano | Oboe und Klavier                             | |
| 83    | 1911      | Symphonie Antique | Chor, Orgel und Orchester                    | |
|       | 1912      | Suite pour Violoncelle et Piano 1. Méditation 2. Appassionato 3. Canzonetta 4. Final | Violoncello und Klavier                      | |
| 84    | 1916      | Salvum fac populum tuum | Orchester                                    | |
|       | 1917      | Pater noster | Sopran, Tenor und Orgel                      | |
|       | 1920      | Suite florentine 1. Cantilena 2. Alle Cascine 3. Morbidezza 4. Tragica | Flöte (oder Violine) und Klavier             | |
| 86    | 1927      | Suite Latine c-Moll 1. Præludium 2. Beatus vir 3. Lamento 4. Ave maris Stella 5. Adagio 6. Lauda Sion | Orgel                                        | |
| 87    | 1934      | 3 Nouvelles Pièces | Orgel                                        | |
|       |           | Te Christe | Chor und Orgel                               | Entstehungsjahr bisher unbekannt. |

## Schriften
- Die Technik des modernen Orchesters. Ein Supplement zu Berlioz’ Instrumentationslehre. Breitkopf & Härtel, Leipzig 1904.
- Vorrede. In: Albert Schweitzer: Johann Sebastian Bach. Breitkopf & Härtel, Leipzig 1908 (wichtig für die Geschichte der Rezeption von Johann Sebastian Bach in Frankreich).
- Initiation Musicale. Hachette, Paris (1923).